# Julius Martov
Julius Martov ou L. Martov (em russo:  Ма́ртов), pseudônimo de Yuli Osipovich Tsederbaum (em russo:  Ю́лий О́сипович Цедерба́ум;  Istambul, 24 de novembro de 1873 – Schömberg, 4 de abril de 1923) foi um político e revolucionário marxista socialista russo conhecido por ter sido uma importante liderança menchevique.
Nascido em uma família de judeus liberais de cultura russa, começou sua militância política na última década do século XIX, tendo sido detido e condenado ao exílio interno em algumas ocasiões. Ao lado do então aliado Vladimir Lênin, fundou a União de Luta para a Emancipação da Classe Trabalhadora de São Petersburgo e o jornal revolucionário marxista Iskra, publicação oficial do Partido Operário Social-Democrata (POSDR) concebida para coordenar os descontentamentos e as reivindicações contra o czarismo.
No entanto, as relações com Lênin ficaram estremecidas ao longo dos primeiros anos do século XX por conta de divergências partidárias que levariam a constituição de duas alas rivais no POSDR: os bolcheviques (liderada por Lênin) e mencheviques (liderada por Martov). Durante a Revolução Russa de 1905, Martov avaliava ser prematura a tomada do poder pelos socialistas, uma vez que inexistiam na Rússia Imperial os pré-requisitos econômicos e sociais teorizados por Karl Marx para a implantação do socialismo. Para o líder do mencheviques, a oposição revolucionária deveria se organizar gradualmente em dumas provincianas, sovietes e cooperativas, grêmios e sindicatos de trabalhadores, até que a revolução popular substituísse espontaneamente o governo autocrático. Em 1912, as duas facções se tornaram partidos políticos separados.
Após a Conferência de Zimmerwald, Martov consolidou-se como líder da corrente minoritária internacionalista dos mencheviques, sendo regularmente contrário a diversas posturas oficiais do partido. No transcurso da Revolução de Fevereiro, fez forte oposição à posição excessivamente coalizacionista e defensiva dos mencheviques e passou a defender o fim da coalizão liberal-socialista e a formação de um governo exclusivamente composto por partidos socialistas, incluindo os bolcheviques. Manteve essa convição logo após o golpe dos bolcheviques na Revolução de Outubro, mas passou a denunciar o regime leninista como uma ditadura da minoria que se afastava do conceito de ditadura do proletariado preconizado por Marx. Mesmo sendo opositor de muitas das medidas do governo bolchevique, apoiou o Exército Vermelho na luta contra o Exército Branco. Bastante debilitado pela tuberculose, Martov emigrou da Rússia Soviética em 1920 e se estabeleceu em Berlim, onde morreria em 1923.

## História
Filho de uma família judia de classe média, Martov foi um colega de Vladimir Lenin e com ele fundou em 1895 a União de Luta pela Emancipação da Classe Operária. Devido a isso ambos foram exilados para a Sibéria: Martov foi enviado para Turukhansk no Ártico, enquanto Lenin foi enviado para a relativamente quente Siberia.
Forçado a deixar a Rússia e com outras figuras políticas radicais que viviam no exílio, Martov se juntou ao  Partido Operário Social-Democrata Russo (POSDR) e em 1900 foi um dos membros fundadores com Lenin da revista do partido Iskra.
No Segundo Congresso do POSDR em Londres, em 1903, houve uma disputa entre Martov e Lenin sobre quem deveria ser considerado um membro do POSDR, com Lenin argumentando para uma sociedade limitada de quadros totalmente comprometidos, enquanto Martov defendia uma interpretação mais flexível de adesão, acreditando que seria melhor ter um grande partido de ativistas de grande representação. A disputa entre Lenin e Martov foi acirrada. Durante o congresso, Martov conseguiu que uma discreta maioria dos delegados apoiasse sua proposta. No entanto, quando o Comitê Central do partido foi eleito, contrariando a decisão dos delegados, a maioria votou a favor da facção de Lenin. Os apoiadores de Martov ficaram conhecidos como Mencheviques, enquanto que a facção de Lenin ficou conhecida como os Bolcheviques.

## Atividade

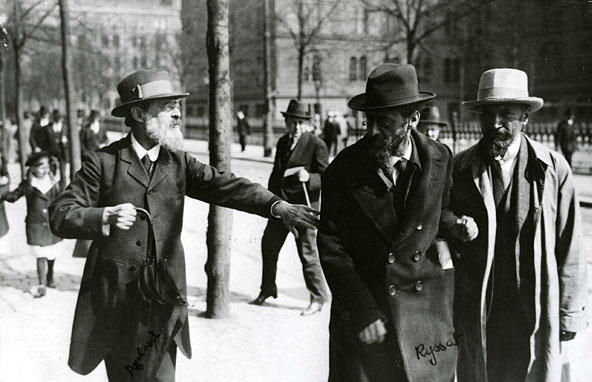
Líderes do partido menchevique em Estocolmo, Suécia, em maio de 1917. Pavel Axelrod, Julius Martov e Alexander Martinov

Martov se tornou um dos líderes proeminentes mencheviques, juntamente com Georgi Plekhanov, Fedor Dan e Irakli Tsereteli. Leon Trotsky também foi um membro da facção menchevique por um breve período, mas logo rompeu com eles.
Após as reformas trazidas pela Revolução de 1905, Martov argumentou que era o papel dos revolucionários fornecer uma oposição militante à nova burguesia.
Martov sempre pertenceu à ala esquerda da facção menchevique e apoiou a reunificação com os bolcheviques em 1905. Essa frágil unidade foi de curta duração, no entanto, e em 1907 as duas facções haviam novamente dividido em dois. Em 1911, Martov escreveu o panfleto "Spasiteli ili uprazdniteli? Kto i kak razrushal RS-DRP", ("Salvadores ou destruidores? Quem destruiu o POSDR e como"), que denunciou os bolcheviques entre outras coisas por arrecadar dinheiro por "expropriações", ou seja, roubando bancos. Este folheto foi criticado por Karl Kautsky e Lênin.
Em 1914, Martov se opôs à Primeira Guerra Mundial, que ele via como uma guerra imperialista em termos muito semelhantes aos de Lênin e Trotsky. Ele, portanto, tornou-se o líder central da facção Internacionalista menchevique que organizou em oposição à liderança menchevique do Partido. Em 1915, ele ficou do lado de Lenin em uma conferência internacional na Suíça, mas posteriormente repudiou os bolcheviques.

## A Revolução de Fevereiro
Após a Revolução de Fevereiro de 1917, Martov retornou à Rússia, mas era tarde demais para impedir alguns mencheviques de ingressarem no Governo Provisório. Ele criticou fortemente esses mencheviques como Irakli Tsereteli e Fedor Dan que, agora parte do governo da Rússia, apoiavam o esforço de guerra. No entanto, em uma conferência realizada em 18 de junho de 1917, ele não conseguiu obter o apoio dos delegados para uma política de negociações de paz imediatas com as Potências Centrais.

## A Revolução de Outubro

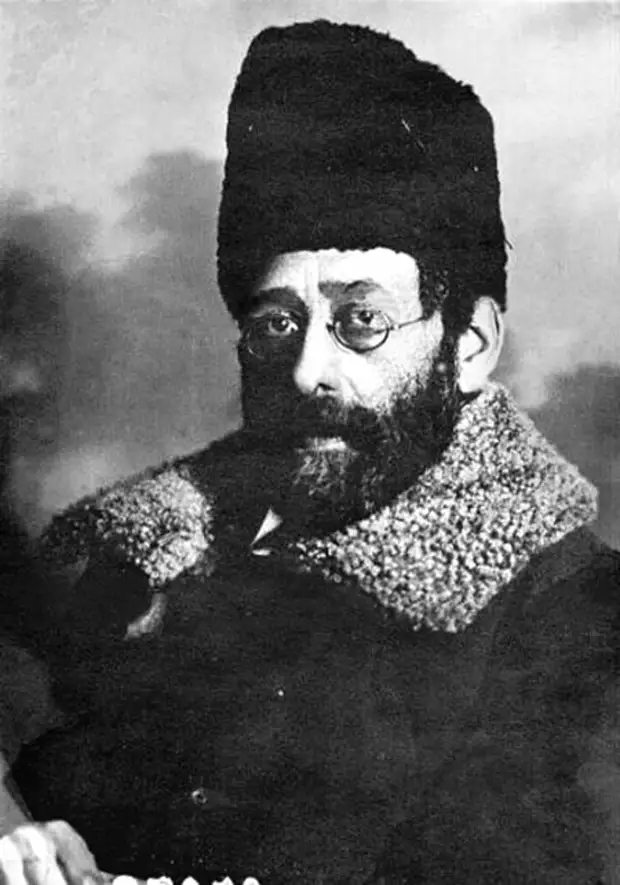
Martov.

Quando os bolcheviques chegaram ao poder como resultado da Revolução de Outubro em 1917, Martov se tornou politicamente marginalizado. Isto é melhor exemplificado pelo comentário de Trotsky a ele e outros membros do partido quando eles deixaram a primeira reunião do conselho de soviéticos após 25 de Outubro de 1917, em desagrado com a forma em que os bolcheviques tomaram o poder político: "Vocês são pessoas miseravelmente isoladas; vocês está falidos. Vão para onde vocês pertencem a partir de agora - na lata de lixo da história”. A este comentário Martov respondeu: "Então, vamos sair!", E, em seguida, caminharam em silêncio sem olhar para trás. Ele parou na saída vendo um jovem trabalhador bolchevique à sombra do pórtico. O jovem falou a Martov com amargura indisfarçável: "E nós pensávamos que Martov pelo menos permaneceria conosco." Martov parou para enfatizar a sua resposta: 'Um dia você vai entender o crime em que você está participando.
Por um tempo Martov liderou o grupo de oposição menchevique na Assembléia Constituinte até que os bolcheviques a aboliram. Mais tarde, em uma ocasião, uma seção da fábrica escolheu Martov como seu delegado à frente de Lenin em uma eleição. Pouco tempo depois a fábrica encontrou o seu abastecimento reduzido.

## A guerra civil e morte
Durante a Guerra Civil Russa, Martov apoiou o Exército Vermelho contra o Exército Branco; No entanto, ele continuou a denunciar a perseguição de opositores políticos dos bolcheviques que eram pacíficos, tanto os social-democratas, quanto sindicalistas e anarquistas.
Falando do Terror Vermelho, Martov disse: "A besta gostou de lamber o quente sangue humano. A máquina de matar homem foi posta em movimento ... Mas o sangue gera sangue ... Testemunhamos o crescimento da amargura da guerra civil, e o crescimento da bestialidade dos homens envolvidos nela ".
Em outubro de 1920, Martov recebeu a permissão para deixar legalmente Rússia e ir para a Alemanha. Martov falou no Congresso do Partido Social-Democrata Independente da Alemanha no final de outubro. Ele não tinha a intenção de permanecer na Alemanha por tempo indeterminado, e só o fez após os mencheviques serem ilegalizados, em março de 1921, seguindo o X Congresso do Partido Comunista.
Martov morreu em Schömberg, Alemanha, em 4 de abril de 1923. Antes de sua doença fatal, ele lançou o jornal Sotsialistichesky vestnik (Mensagem Socialista),  mantendo essa publicação para os mencheviques em exílio em Berlim, Paris e, eventualmente, New York. Há rumores de que Lenin, que estava cada vez mais doente neste momento e preocupado com o crescimento de Stalin, pode ter fornecido fundos para esta última empreitada de Martov.